# PGE Arena Gdańsk
PGE Arena Gdańsk (/ˌpɛ.ɡʲɛ.ˈʔɛ a.ˈrɛ.na ˈɡdaɲsk/), cunoscut în trecut ca Arena Baltică, este un stadion de fotbal din Gdańsk, Polonia. Este folosit în special pentru meciuri de fotbal și este stadionul gazdă al echipei Lechia Gdańsk. Stadionul este amplasat pe ul. Pokoleń Lechii Gdańsk („ Strada Generațiile Lechia Gdańsk”) în partea de nord a orașului (cartierul Letnica). Capacitatea stadionului este de 43.615 locuri, toate fiind acoperite. PGE Arena Gdańsk este cea mai mare arenă din Ekstraklasa și a treia ca mărime din țară (după Stadionul Național și Stadionul Silesia).